# Der Zwerg
Der Zwerg (Il nano), Op. 17, è un'opera in un atto del compositore austriaco Alexander von Zemlinsky su libretto di Georg C. Klaren, liberamente adattata dal racconto Il compleanno dell'infanta di Oscar Wilde.

## Storia
La scelta di questa storia da parte di Zemlinsky fu un riflesso della fine della sua relazione con Alma Mahler e dell'identificazione che aveva sentito con il personaggio principale del dramma. Completò la partitura breve nel dicembre 1919 e l'orchestrazione nel gennaio 1921. La partitura fu pubblicata dalla Universal Edition Vienna.

## Storia delle esecuzioni
La prima dell'opera ebbe luogo il 28 maggio 1922 allo Stadttheater Glockengasse di Colonia, in Germania, sotto la direzione di Otto Klemperer. Seguirono altre produzioni a Vienna, Karlsruhe e Praga. La sua ultima esecuzione durante la vita di Zemlinsky fu nel settembre 1926 alla Städtische Oper di Berlino-Charlottenburg. Il lavoro dura circa 90 minuti e di solito è associato a un altro lavoro quando viene eseguito.
Nel 1981 l'Opera di Amburgo ha presentato il primo doppio cartellone delle due opere in un atto di Zemlinsky Der Zwerg e Eine florentinische Tragödie. Der Zwerg però fu presentato in una versione ridotta con un libretto sostanzialmente modificato dal titolo The Birthday of the Infanta. Le prime rappresentazioni moderne dell'opera come intendeva Zemlinsky furono date a Colonia nel febbraio 1996 sotto la direzione di James Conlon.
La stagione inaugurale del Numi Opera Theatre ha presentato Der Zwerg con estratti dal "Birthday of the Infanta" di Oscar Wilde a Los Angeles nel 2019.

## Ruoli
| Role                         | Registro vocale     | Cast della prima, 28 maggio 1922 (Direttore: Otto Klemperer) |
| ---------------------------- | ------------------- | ------------------------------------------------------------ |
| Donna Clara, l'Infanta       | soprano             | Erna Schröder                                                |
| Ghita, sua dama di compagnia | soprano             | Käthe Herwig                                                 |
| Don Estoban, ciambellano     | basso               | Hubert Mertens                                               |
| Il nano                      | tenore              | Karl Schröder                                                |
| Prima cameriera              | soprano             | Hedwig Werle                                                 |
| Seconda cameriera            | soprano             | Hedwig Hertel                                                |
| Terza cameriera              | contralto           | Agnes Achnitz                                                |
| Amiche dell'Infanta          | soprani e contralti | Johanna Klemperer, Else Karsten, Adelheid Wollgarten         |

## Strumentazione
Organico normale:
- 3 flauti (2° e 3° anche ottavino), 3 oboi (3° anche corno inglese), 3 clarinetti in si bemolle/la (2° anche clarinetto in mi bemolle, 3° anche clarinetto basso), 3 fagotti (3° anche controfagotto);
- 4 corni, 3 trombe, 3 tromboni, basso tuba;
- timpani, percussioni (piatti, grancassa, rullante, triangolo, tamburello, tam-tam, xilofono, glockenspiel), arpa, celesta, chitarra, mandolino;
- archi

Musica fuori scena:
3 trombe; clarinetto in do, fagotto, 2 corni, tamburello, mandolino, archi

## Trama
Un sultano aveva inviato un nano in regalo all'Infanta Donna Clara (la principessa spagnola) per il suo compleanno. Il nano era ignaro della sua deformità fisica e si infatuò dell'Infanta. Le cantò una canzone d'amore immaginandosi il suo coraggioso cavaliere. Lei gioca con lui e gli regala una rosa bianca. Rimasto solo, scopre accidentalmente uno specchio e vede per la prima volta il proprio riflesso. In grande agitazione, cerca di ottenere un bacio dall'Infanta (ma non ci arriva), ma lei lo disprezza e lo definisce un mostro. Con il cuore spezzato, muore stringendo la rosa bianca (infilzandosi con le spine, troppo grosse per le sue dimensioni) mentre l'Infanta si unisce alla festa.

## Incisioni
- Soile Isokoski, David Kuebler, Iride Martinez, Andrew Collis, Juanita Lascarro, Machiko Obata, Anne Schwanewilms, Frankfurter Kantorei, Gürzenich-Orchester Köln, James Conlon. EMI Classics (registrazione dal vivo), 1996.
- Elena Tsallagova, David Butt Philip, Emily Magee, Philipp Jekal, Deutsche Oper Berlin diretta da Donald Runnicles, Tobias Kratzer, direttore di scena. Registrazione video, Naxos Cat: NBD0108V, 2020.